# Trzęsienia ziemi na ziemiach polskich
Trzęsienia ziemi na ziemiach polskich – terytorium Polski pod względem występowania zjawisk sejsmicznych można zaliczyć do obszarów asejsmicznych i pensejsmicznych, na których trzęsienia ziemi zdarzają się dość rzadko; dodatkowo nie są to zbyt silne wstrząsy. Strefami o wyższej aktywności sejsmicznej są obszary polskich gór: Karpaty i Sudety, a także obszary działalności górniczej, gdzie częstym zjawiskiem są tzw. tąpnięcia.

## Wstęp
Największym historycznie odnotowanym zdarzeniem sejsmicznym na terenach Polski jest trzęsienie ziemi z dnia 5 czerwca 1443 roku. Współcześni badacze posiadają dość szczegółowy opis tego zjawiska (m.in. dzięki zapiskom kronikarskim Jana Długosza). Sejsmolodzy siłę tego wydarzenia szacują na co najmniej 6,0 magnitudy, choć w kwestii konkretnej lub przybliżonej wartości wciąż występują rozbieżności (patrz – tabela niżej).
Kolejnymi wartymi odnotowania są wstrząsy, do jakich doszło w latach 80. XVIII wieku w Karpatach, a których magnituda przekraczała 5,0.
Oba wymienione wyżej zdarzenia stanowią przykłady typowych wstrząsów pochodzenia czysto tektonicznego na terenach Polski.
Polska leży na granicy trzech dużych struktur geologicznych budujących kontynent europejski: prekambryjskiej platformy wschodnioeuropejskiej, paleozoicznej platformy zachodnioeuropejskiej oraz strefy kenozoicznych fałdowań alpejskich. Platformę wschodnioeuropejską od zachodnioeuropejskiej dzieli strefa szwu transeuropejskiego.
Sejsmolodzy wyróżniają na terenie Polski jedenaście odrębnych jednostek (regionów) sejsmicznych: Zachodniopomorski, Białostocki, Polski Centralnej i Pogranicza, Gór Świętokrzyskich, Karkonoszy i Kotliny Kłodzkiej, Strzelińsko-Hronowski, Śnieżnika, Opawski, Cieszyński, Pieniński oraz Krynicki.

## Trzęsienia ziemi na obecnym terenie Polski
| Data                      | Epicentrum                                                                     | Obszar epicentralny                                | Magnituda                                    | Uwagi |
| ------------------------- | ------------------------------------------------------------------------------ | -------------------------------------------------- | -------------------------------------------- | --- |
| 1011                      | ?                                                                              | Karkonosze                                         | ok. 4,0                                      | |
| 1200                      | region południowo-wschodnich Gorców                                            | Pieniny                                            | ok. 4,0                                      | |
| 1258                      | na południe od Głubczyc                                                        | Kotlina Raciborska                                 | ok. 4,0                                      | |
| 31 stycznia 1259(dts)     | prawdopodobnie na północ od Wadowic, Brama Krakowska (województwo małopolskie) | Małopolska                                         | ok. 6,0                                      | intensywność w obszarze epicentralnym wyniosła prawdopodobnie ok. VIII stopni w skali Mercallego-Karnika (trzęsienie „niszczące”) |
| 1433                      | na wschód od Brzegu Dolnego                                                    | Pradolina Wrocławska                               | ok. 4,0                                      | |
| 5 czerwca 1443(dts)       | Prawdopodobnie Słowacja, okolica Kremnicy                                      | Europa Środkowa                                    | ok. 6,0 (5,8?)                               | najsilniejsze z odnotowanych na ziemiach polskich trzęsień ziemi (intensywność w strefie epicentralnej wyniosła prawdopodobnie ok. IX stopnia w skali Mercallego-Karnika – trzęsienie „pustoszące”); trzęsienie spowodowało rozległe zniszczenia kościołów i kamienic we Wrocławiu, w Krakowie (kościół św. Katarzyny) i Brzegu; zginęło ok. trzydzieści osób |
| 1483                      | prawdopodobnie między Oławą a Strzelinem, na rzece Oława                       | Pradolina Wrocławska                               | ok. 4,0                                      | |
| 1556                      | na południowy zachód od Zakopanego                                             | Tatry Zachodnie                                    | ok. 4,0                                      | |
| 1562                      | ?                                                                              | Pogórze Wielickie                                  | ok. 4,0                                      | |
| 1572                      | prawdopodobnie k. Solca Kujawskiego                                            | Pradolina Toruńska                                 | ok. 4,0                                      | |
| 1591                      | na południe od Krakowa                                                         | Pogórze Wielickie                                  | ok. 4,0                                      | |
| 1606                      | Tuczno                                                                         | Pojezierze Wałeckie                                | ok. 6,0                                      | |
| 9 sierpnia 1662(dts)      | na południowy wschód od Zakopanego                                             | Tatry Wysokie                                      | <6,0                                         | intensywność wibracji w obszarze epicentralnym wyniosła prawdopodobnie około VIII stopni w skali Mercallego-Karnika (trzęsienie „niszczące”) |
| 1680                      | okolice Ożarowa Mazowieckiego                                                  | Kotlina Warszawska                                 | ok. 5,0                                      | trzęsienie ziemi spowodowało poważne uszkodzenia części zabudowań Warszawy |
| 1715                      | k. Cieszyna                                                                    | Pogórze Śląskie                                    | ok. 4,0                                      | |
| 1716                      | na południowy zachód od Zakopanego                                             | Tatry Wysokie                                      | ok. 4,0                                      | |
| 1717                      | k. Rabki                                                                       | Pieniny                                            | ok. 4,0                                      | |
| 1751                      | prawdopodobnie k. Mirska                                                       | Kotlina Jeleniogórska                              | ok. 4,0                                      | |
| 26 stycznia 1774(dts)     | prawdopodobnie k. Baborowa                                                     | Kotlina Raciborska                                 | ok. 5,0                                      | |
| 1778                      | ?                                                                              | Beskid Niski                                       | ok. 4,0                                      | |
| 25 sierpnia 1785(dts)     | k. Wisły                                                                       | Beskid Śląski                                      | ok. 6,0                                      | |
| 27 lutego 1786(dts)       | na północ od Cieszyna                                                          | Pogórze Śląskie i Pogórze Karwińskie               | ok. 6,0 (5,2?)                               | odczuwalne silnie (intensywność do VIII stopnia w skali Mercallego-Karnika – trzęsienie „niszczące”) na obszarze trójkąta: Wrocław-Lwów-Wiedeń |
| 3 grudnia 1786(dts)       | k. Tresnej                                                                     | południowa Polska, Czechy, Słowacja                | ok. 6,0 (5,7?)                               | wstrząsy (intensywność do VIII stopnia w skali Mercallego-Karnika – trzęsienie „niszczące”) odczuwalne od Wrocławia, Opola, Nysy, Olesna i Kalisza po Lwów; zniszczenia kamienic i kościoła św. Katarzyny w Krakowie |
| 1789                      | centralne Góry Izerskie, strona czeska                                         | Karkonosze                                         | ok. 4,0                                      | |
| 25 kwietnia 1840(dts)     | na zachód od Czorsztyna                                                        | Pieniny                                            | ok. 5,0                                      | |
| 1875                      | Hrubieszów                                                                     |                                                    |                                              | |
| 11 czerwca 1895(dts)      | masyw Ślęży, Wzgórza Strzelińskie                                              | Dolny Śląsk (obszar 25 tys. km²)                   | ok. 5,0 (4,8?)                               | zniszczenia obejmujące zawalone kominy; powstanie w murach rys centymetrowej szerokości |
| 21 października 1901(dts) | na południe od Turbacza                                                        | Pieniny                                            | 4,7                                          | odczute na Spiszu, w Krościenku, Szczawnicy i Sromowcach |
| 11 lutego 1909(dts)       | na wschód od Gryfic, Równina Białogardzka                                      | Pomorze Zachodnie                                  | w przedziale: 4,0–5,0                        | trzy zdarzenia sejsmiczne, odczuwalne w pasie od Kołobrzegu po Białogard; pojawienie się w gruncie szczelin długością dochodzących do dwustu metrów |
| 3 lutego 1932(dts)        | na północny wschód od Włocławka                                                | Pradolina Toruńska                                 | ok. 4,0                                      | |
| 23 marca 1935(dts)        | pomiędzy Babią Górą a Chabówką                                                 | Pogórze Podtatrzańskie                             | > 4,0                                        | |
| 29 listopada 1980(dts)    | okolice Bełchatowa                                                             | Rów Bełchatowa                                     | 4,6                                          | związane z działalnością Kopalni Węgla Brunatnego Bełchatów, odczuwane po Sieradz, Pabianice, Radomsko i Piotrków Trybunalski |
| 29 czerwca 1992(dts)      | na północ od Jaworzyny                                                         | Beskid Sądecki i Beskid Niski                      | 4,2                                          | |
| 1 marca 1993(dts)         | k. Łabowej                                                                     | Beskid Sądecki i Beskid Niski                      | 4,6                                          | |
| 11 września 1995(dts)     | Czarny Dunajec                                                                 |                                                    | 2,3                                          | |
| 13 października 1995(dts) | Bukowina Tatrzańska                                                            |                                                    | 2,3                                          | |
| 1 czerwca 1996(dts)       | k. Augustowa                                                                   | Równina Augustowska                                | 4,3                                          | |
| 21 września 2004(dts)     | okolice Bałtijska na półwyspie Sambia (obwód królewiecki)                      | Pomorze Gdańskie, Warmia, Mazury, Podlasie, Kujawy | 5,3 (według amerykańskiej służby USGS – 5,0) | szeroko odczuwalne w północno-wschodniej Polsce, na Litwie i Białorusi |
| 30 listopada 2004(dts)    | okolice Czarnego Dunajca                                                       | Kotlina Orawsko-Nowotarska                         | 4,7                                          | |
| 13 stycznia 2005(dts)     | okolice Wodzisławia Śląskiego                                                  | województwo śląskie                                | 3,8                                          | wstrząs spowodowany przez KWK Rydułtowy-Anna, odczuwalny w miastach Wodzisław Śląski, Radlin, Rydułtowy, Pszów, Rybnik |
| 22 stycznia 2010(dts)     | okolice Pajęczna                                                               | województwo łódzkie                                | 4,42                                         | |
| 30 grudnia 2010(dts)      | okolice Polkowic                                                               | województwo dolnośląskie                           | 4,8                                          | |
| 5 marca 2011(dts)         | okolice Lubina i Polkowic                                                      | województwo dolnośląskie                           | 4,4                                          | |
| 13 maja 2011(dts)         | okolice Lubina i Polkowic                                                      | województwo dolnośląskie                           | 4,4                                          | |
| 6 stycznia 2012(dts)      | okolice Żerkowa i Jarocina                                                     | województwo wielkopolskie                          | 3,7                                          | tajemnicze trzęsienie w regionie asejsmicznym, odczuwalne szczególnie w budynkach wielopiętrowych, nie spowodowało większych strat materialnych |
| 8 marca 2012(dts)         | okolice Wodzisławia Śląskiego                                                  | województwo śląskie                                | 3,5                                          | wstrząs spowodowany przez KWK Marcel, w wyniku którego zginął 26-letni górnik. Odczuwalny w miastach Wodzisław Śląski i Radlin oraz gminie Marklowice. |
| 9 grudnia 2012(dts)       | okolice Polkowic                                                               | województwo dolnośląskie                           | 4,3                                          | |
| 5 marca 2013(dts)         | Podhale, okolice Jeziora Czorsztyńskiego                                       | województwo małopolskie                            | 3,2                                          | |
| 19 marca 2013(dts)        | okolice Polkowic                                                               | województwo dolnośląskie                           | 4,7                                          | |
| 24 listopada 2013(dts)    | okolice Lubina                                                                 | województwo dolnośląskie                           | 4,3                                          | |
| 18 kwietnia 2015(dts)     | okolice Katowic (Świętochłowice)                                               | województwo śląskie                                | 4,0–4,2                                      | Ofiarami śmiertelnymi wstrząsu było 2 górników w kopalni Wujek. |
| 15 września 2015(dts)     | Lędziny                                                                        | województwo śląskie                                | 3,25                                         | W Kopalni Ziemowit w Lędzinach doszło do tąpnięcia. |
| 30 września 2015(dts)     | okolice Libiąża                                                                | województwo małopolskie                            | 3,7                                          | W Kopalni Węgla Kamiennego Janina w Libiążu doszło do tąpnięcia. Straż pożarna otrzymała zgłoszenia od mieszkańców Chrzanowa, Libiąża i Żarek, którzy mają uszkodzone domy. |
| 20 października 2015(dts) | okolice Libiąża.                                                               | województwo małopolskie                            | 3,7                                          | Silny wstrząs w kopalni Janina w Libiążu; wstrząs odczuwalny w rejonie Libiąża, Chrzanowa, Oświęcimia, Bierunia, Alwerni, Bukowna i Olkusza. |
| 3 czerwca 2016(dts)       | Bytom                                                                          | województwo śląskie                                | 3,5                                          | Silne tąpnięcie w kopalni Bobrek-Centrum, odczuwalne na większości obszaru Górnośląskiego Okręgu Przemysłowego i okolic. |
| 10 grudnia 2017(dts)      | okolice Wodzisławia Śląskiego                                                  | pogranicze polsko-czeskie                          | 3,4                                          | Naturalne trzęsienie ziemi. Doszło do niego o 3:52 lokalnego czasu na głębokości 10 km w pobliżu miejscowości Olza w powiecie wodzisławskim. Odczuli je mieszkańcy regionu od Prudnika do Bielska-Białej. |
| 23 kwietnia 2018(dts)     | okolice Bytomia                                                                | województwo śląskie                                | 3,95                                         | Silny wstrząs w kopalni Bobrek-Centrum w Bytomiu. Odczuwalne w promieniu około 20 kilometrów |
| 16 lipca 2018(dts)        | okolice Krynicy-Zdroju                                                         | województwo małopolskie                            |                                              | |
| 8 listopada 2018(dts)     | Ornontowice, Gliwice                                                           | województwo śląskie                                | 3.7                                          | wstrząs odczuwalny w promieniu ok. 60 km, na głębokości 5 km |
| 8 lipca 2020(dts)         | Lubin                                                                          | województwo dolnośląskie                           | ok. 5,2                                      | |
| 16 czerwca 2021(dts)      | okolice Turowa                                                                 | województwo dolnośląskie                           | 4,0                                          | |
| 8 grudnia 2021            | okolice Rybnika                                                                | województwo śląskie                                | 3,3                                          | |
| 9 grudnia 2021            | okolice Lubina                                                                 | województwo dolnośląskie                           | 4,0                                          | |
| 20 listopada 2022         | okolice Lubina                                                                 | województwo dolnośląskie                           | 3,1                                          | |
| 23 listopada 2022         | okolice Libiąża                                                                | województwo małopolskie                            | 3,15                                         | Tąpnięcie w kopalni ZG Janina o godzinie 16:50. Wstrząs odczuwalny w gminach Chrzanów, Trzebinia, Babice, Alwernia, Libiąż. |
| 9 października 2023(dts)  | okolice Humennégo                                                              | wschodnia Słowacja                                 | 5,2                                          | Silne trzęsienie ziemi odczuwalne na terenie Słowacji, Węgier, Rumunii, Ukrainy oraz Polski (na obszarze Małopolski i Śląska). Doszło do niego o 20:23 lokalnego czasu ok. 18 km na północny zachód od miasta Humenné we wschodniej Słowacji. |
| 3 stycznia 2024           | Lubin                                                                          | województwo dolnośląskie                           | 4,1                                          | Tąpnięcie w kopalni miedzi ZG Lubin. Doszło do niego o godz. 9. Obrażeń doznało 6 górników. |
| 28 września 2024          | Polkowice                                                                      | województwo dolnośląskie                           | 3,6                                          | |
| 28 stycznia 2025          | Polkowice                                                                      | województwo dolnośląskie                           | 3,8                                          | |